# John Flowers
John Flowers (Waldorf, Maryland, 13 de junio de 1989) es un exjugador de baloncesto estadounidense. Con 2,01 metros de estatura, jugaba en la posición de alero.

## Trayectoria deportiva
Su madre, Pam Kelly-Flowers, es miembro del Salón de la Fama del Baloncesto Femenino. Flowers comenzó su trayectoria formativa en St. Mary's Ryken High School, donde promedió 18 puntos y 13.2 rebotes. En 2007 ingresó en la universidad de West Virginia en la que jugó durante cuatro temporadas con los West Virginia Mountaineers. En su último año promedió 9.2 puntos por partido. Llegó a la Final Four con West Virginia en 2010. 
Tras no ser elegido en el Draft de la NBA de 2011, su primera experiencia como profesional fue en el Saitama Broncos, equipo de baloncesto de Japón.
En la temporada 2012-13, llegaría a Europa para jugar en las filas del Denain Voltaire Basket de la LNB Pro B. En 2013 firma por el JL Bourg en el que jugaría durante dos temporadas en la LNB Pro B.
Durante la temporada 2015-16, se marcha a Alemania para jugar en el medi Bayreuth de la Basketball Bundesliga.
En la temporada 2016-17, volvería a Japón para jugar en las filas del Bambitious Nara de la B.League.
Tras su experiencia en Japón, acabaría la temporada jugando para los Cocodrilos de Caracas.
En la temporada 2017-18, se marcha a México para jugar con Soles de Mexicali.
En 2018, regresa a Francia para jugar en el Châlons-Reims  de la Pro A francesa, con el que jugaría 14 partidos.
En la temporada 2018-19, firma con La Unión de Formosa de la Liga Nacional de Básquet de Argentina con el que disputa 44 partidos.
El 3 de agosto de 2019, Flowers regresó al Soles de Mexicali en México, en el que promedió 13 puntos, 4 rebotes y 2 asistencias por partido.
El 9 de junio de 2020, Flowers firma con el Boulazac Basket Dordogne de la Pro A francesa.
En 2021 fichó por el Peñarol, de la Liga Uruguaya de Básquetbol.
En julio de 2022 jugó en The Basketball Tournament como parte del equipo Best Virginia, que agrupa a exjugadores de diversas promociones de los West Virginia Mountaineers. Luego de esa experiencia participó con el mismo equipo en la Alumni Basketball League.